# San Luis de Palenque
San Luis de Palenque – miasto w Kolumbii, w departamencie Casanare.